# Ернесто Реве
Ернесто Реве (шп. Ernesto Revé; 26. фебруар 1992) је кубански атлетичар, специјалиста за троскок.
На Светском првенству за јуниоре 2010. у Монктону освојио је друго место скоком од 16,47 иза Алексеја Фјодорова из Русије
На једном од најбољих наступа у 2011, 10. јуна у Хавани, значајно је побољшао лични рекорд на 17,40 м (+0,8 м/с). Овим резултатом изједначио је јуниорски рекорд Средње Америке и Кариба који од 1971. држи његов земљак Педро Перез и поставља трећи најбољи светски јуниорски резултат свих времена иза Волкера Маја из Источне Немачке са 17,50 (1985) и 17,42 м Христе Маркова из Бугарске (1984).
Учествовао је на Светском првенству у дворани 2014. у Сопоту и скоком од 17,33 м освојио друго место иза руског такмичара Љукмана Адамса са 17,37 м
Двоструки је првак Кубе (2012. и 2013).

## Лични рекорди
Ово је листа личних рекорда према профилу Ернеста Ревеа на сајту ИААФ.
| Дисциплина        | Резултат | Место  | датум            |
| ----------------- | -------- | ------ | ---------------- |
| Троскок           | 17,58    | Хавана | 7. фебруар 2014. |
| Троскок у дворани | 17,37    | Сопот  | 9. март 2014.    |